# Stevie Ray
Lash Huffman (nacido el 22 de agosto de 1958) es un luchador profesional semirretirado estadounidense, conocido por su nombre del timbre, Stevie Ray. Stevie Ray permaneció siete años con World Championship Wrestling (WCW) de 1993 a 2000, donde fue la mitad del tag team Harlem Heat, con su hermano menor Booker T, más conocido como Booker T. Ganaron el Campeón Mundial de WCW por Parejas un récord diez veces.

## Carrera

### Carrera temprana (1989–1993)
Lash Huffman comenzó a luchar en 1989 como Super Collider en el circuito independiente en Texas. En la Western Wrestling Alliance de Ivan Putski, comenzó a pelearse con su hermano,  Booker (que era G.I. Bro en ese momento) con el nombre de Jive Soul Bro. Comenzó a asociarse con su hermano como Stevie Ray (llamado así por Stevie Ray Vaughan) en un equipo llamado The Ebony Experience para la Global Wrestling Federation, que estaba en ESPN. Fueron  faces y  feuding con los "Blackbirds" de  Iceman King Parsons y Brickhouse Brown. Ganaron el Campeonato en Parejas de GWF tres veces. Stevie Ray luego ganó el Campeonato de Peso Pesado Norteamericano GWF en 1993.

### World Championship Wrestling (1993-2001)
En agosto de 1993, los dos fueron contratados en World Championship Wrestling  (WCW) y cambiará el nombre de la tag team a "Harlem Heat".  Su primer título como pareja será ganado en 1994 contra los "Stars N Stripes", la pareja formada The Patriot y Marcus Bagwell.  Como resultado, tendrán numerosas disputas con varios pares de oponentes a partir de entonces.  El famoso contra el  (compuesto por Jerry Sags y Brian Knobbs).  En octubre de 1996 perderán el título contra los The Outsiders, el equipo Kevin Nash y Scott Hall, y luego lo ganarán de nuevo contra los The Amazing French Canadians.  En 1997 también tendrán que tratar con los Enemigos Públicos y contratarán a Jacqueline Moore, otro luchador negro, como gerente.  Posteriormente, Stevie permanecerá durante 5 meses en la actividad, dando así la oportunidad a su hermano Booker de luchar en solitario y ganar el Campeonato Mundial de Televisión de la WCW.  Sin embargo, el mismo hermano sufrirá una lesión y gracias a una "decisión" Stevie podrá defender el título de Campeón de Televisión.  Este será su único título dentro de la federación.
En 1998 Stevie se alía con el nWo, que en ese momento estaba dividido en dos facciones lideradas por Hollywood Hogan por un lado y por Kevin Nash por otro.  El ex Harlem Heat inicialmente dudará sobre a qué facción unirse más tarde, pero aceptará un contrato en Hollywood nWo a partir de septiembre del mismo año.  Así comienza el período "sucio" de su carrera, lejos de su hermano Booker.  Durante el periodo nWo, sin embargo, Stevie Ray seguirá formando parte de otros equipos con personajes como Horace Hogan y Scott Norton, además de tener una buena carrera como solista.  También participará en la Fall Brawl '98 junto a Hollywood Hogan y Bret Hart.
También presentará el "slapjack", un movimiento final incorrecto realizado con el oponente inconsciente y el árbitro distraído.  En 1999 la federación regresará de nuevo bajo un solo bloque pero, habrá argumentos en el sub-faz de Hogan que conducirán a un partido por el liderazgo del grupo de 4 entre el mismo Stevie, que saldrá vencedor; Horace Hogan, Brian Adams y Vincent a WCW Monday Nitro.  Durante su estancia en la nWo, Stevie se acostumbró a llamar a sus oponentes "botines de frutas".
Sin embargo, las grietas en el subfondo continuaron y Stevie pudo contar con la ayuda de su hermano Booker.  Los hermanos Huffman regresarán juntos y continuarán ganando títulos ganando entre otros Bam Bam Bigelow, Diamond Dallas Page y Chris Canyon.  El Harlem Heat alcanzará así la increíble cifra de 10 títulos en el WCW.  A finales de 1999, un culturista llamado Midnight se unirá al Harlem Heat.  Sin embargo, la medianoche solo traerá discordia en el equipo de la etiqueta, que se disolverá y luego jugarán por los derechos del nombre Harlem Heat' en SuperBrawl donde Booker perderá por el daño de Big T, contratado por su hermano Stevie.
Stevie decide retirarse para ser comentarista en WCW Thunder.  Como comentarista será bastante severo, criticando los trucos equivocados y los golpes de los luchadores en el ring.  Volverá para un partido de retirada contra Scott Steiner, perdido.  Luchará otras luchas en el WWA contra Ernest Miller para retirarse permanentemente en el 2002.

### Semi-retiro (2002-presente)
En 2005 Lane y su hermano abrieron la Academia de lucha libre profesional en Houston. También ha trabajado como entrenador con la PWA. Entre sus atletas figura Marty Wright, famoso en la parte de Boogeyman en WWE.
El 21 de febrero de 2015, se lleva a cabo la última reunión de Harlem Heat, en Reality of Wrestling (ROW), propiedad de Booker T, donde ganan el Campeonato Tag Team ROW contra los Cuerpos Celestiales. El 14 de marzo de 2015, los dos hacen que los titulares sean rentables.

### WWE (2015-presente)
El 29 de mayo de 2015, Stevie Ray, a través de su perfil Twitter, anuncia que ha firmado un contrato de leyenda con WWE.

## Campeonatos y logros
- Cauliflower Alley Club
  - Tag Team Award (2018) - con Booker T[4]
- Global Wrestling Federation
  - GWF North American Heavyweight Championship (1 vez)
  - GWF Tag Team Championship (3 veces) – con Booker T
- Reality of Wrestling
  - ROW Tag Team Championship (1 vez) - con Booker T[5]
- Pro Wrestling Illustrated
  - PWI Tag Team of the Year (1995, 1996) con Booker T
  - PWI ranked him #67 of the 500 best singles wrestlers of the year in the PWI 500 in 1996[6]
  - PWI ranked him #248 of the 500 best singles wrestlers during the "PWI Years" in 2003
  - PWI ranked him #62 of the 100 best tag teams of the "PWI Years" with Booker T in 2003
- WildKat Pro Wrestling
  - WPW Heavyweight Championship (1 vez)[7]
- World Championship Wrestling
  - WCW World Television Championship (1 vez)
  - WCW World Tag Team Championship (10 veces) – con Booker T
- WWE
  - WWE Hall of Fame (2019)